# Bloqueador neuromuscular

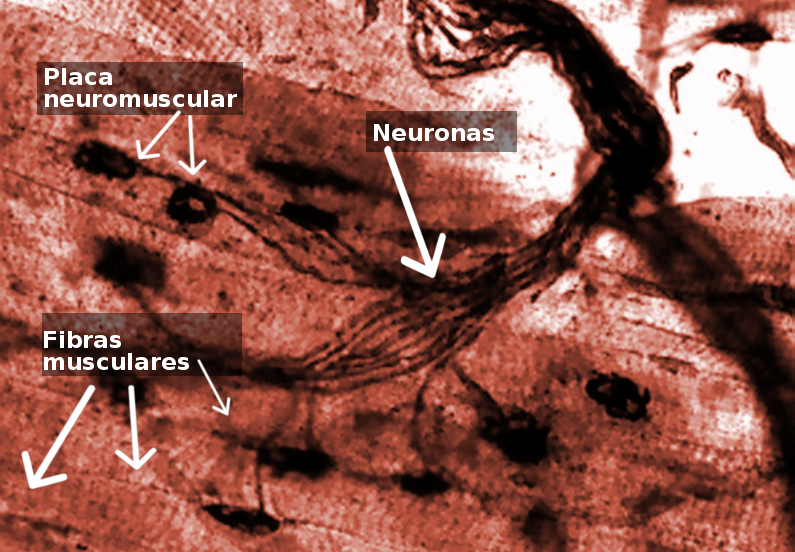
Imagen que muestra la placa neuromuscular y las fibras musculares

Los fármacos que pertenecen a la categoría de bloqueadores neuromusculares tienen como finalidad relajar los músculos inhibiendo la contracción del músculo esquelético al interferir con el funcionamiento entre la neurona y el músculo mismo. El bloqueo de la transmisión neuromuscular a nivel de la sinapsis neuromuscular, causa parálisis del músculo esquelético afectado. Ello se logra por acción presináptica por inhibición de la síntesis o liberación de acetilcolina o por acción postsináptica a nivel del receptor colinérgico. Aunque existen fármacos que actúan a nivel presináptico (como la toxina botulínica y la tetrodotoxina), los medicamentos clínicamente relevantes actúan a nivel postsináptico.

## Antecedentes
La contracción de los músculos esqueléticos se controla de manera voluntaria a través de impulsos que nacen en el Sistema nervioso central. Estos impulsos son conducidos por la médula espinal hasta su punto de llegada en las neuronas motoras somáticas. Estas neuronas se conectan a la fibra muscular por medio de la placa neuromuscular. En las terminaciones neuronales motoras está contenido un neurotransmisor llamado acetilcolina. Cuando esta sustancia se libera, se combina con los receptores colinérgicos, también conocidos como receptores de Acetilcolina, o más recientemente denominados receptores nicotínicos II. Aunque estos receptores son colinérgicos, son diferentes de los receptores muscarínicos.
Cuando la acetilcolina se une a los receptores nicotínicos II, se despolarizan las fibras musculares. Tras este proceso, las proteínas contráctiles miosina y actina de las fibras musculares contraen el músculo. Cuando el músculo ha cesado su acción (como cuando uno relaja el músculo bíceps después de hacer un "conejo"), la enzima acetilcolinesterasa provoca la hidrólisis de la acetilcolina con lo que termina su acción.

## Importancia biomédica
Muchos fármacos inhiben la contracción del músculo esquelético y existen dos tipos
- Los que bloquean la conducción nerviosa en la médula espinal se conocen como relajantes de acción central del músculo esquelético, como el carisoprodol y el metocarbamol.
- Los relajantes periféricos del músculo esquelético que inhiben la contracción de los músculos en la placa neuromuscular, como el rocuronio o el vecuronio. Existen despolarizantes y no despolarizantes.
- Los que actúan en el proceso contráctil (de relajación directa), como el dantroleno.[3]

Los procedimientos ortopédicos y quirúrgicos, así como la intubación endotraqueal (en broncoscopia) suelen facilitarse con el uso de relajantes del músculo esquelético aprovechados por los anestesiólogos. De no administrarse estos fármacos previo a los procedimientos mencionados anteriormente, existen gran posibilidad de que los músculos implicados sufran desgarre o distensión muscular. Se requiere, sobre todas las cosas, que el paciente bajo cirugía esté totalmente relajado para que el cirujano pueda hacer cortes finos donde lo requiera sin el peligro de que el paciente de imprevisto se mueva debido a un espasmo o contracción no deseada.

## Bloqueadores neuromusculares

### Clasificación

Despolarización en la membrana

Los bloqueadores neuromusculares inhiben la contracción del músculo esquelético al interferir con los receptores nicotínicos II. Existen dos tipos de bloqueadores neuromusculares.
- Los no despolarizantes o paquicurares, como el curare, el pancuronio, el vecuronio y el rocuronio. Estos fármacos se combinan con los receptores nicotínicos II, sin provocar estimulación. Ocupan los sitios de los receptores para que la acetilcolina no pueda combinarse con los receptores e impedir la despolarización, siendo por esa razón la cual se denominan antagonistas competitivos, y, en algunos casos, actúan bloqueando directamente la actividad ionotrópica de los receptores colinérgicos.[5]
- Los despolarizantes o leptocurares, como la succinilcolina. Esta despolarización persistente hace que la fibra muscular se vuelva resistente a la estimulación de la acetilcolina. Otro representante de este grupo es el suxametonio y el decametonio (en desuso).[5] Estos fármacos actúan inhibiendo la contracción muscular mediante un proceso de dos pasos:

1. La succinilcolina se une a los receptores nicotínicos e induce la despolarización, lo que se manifiesta a modo de fasciculaciones musculares[6]
2. La succinilcolina altera los receptores de nicotínicos para que no puedan responder a la estimulación endógena de la acetilcolina. Esta fase conforma ya el bloqueo neuromuscular.

Los bloqueadores despolarizantes (succinilcolina) y no despolarizantes (es decir, pancuronio, rocuronio) se administran a menudo durante
la inducción de la anestesia para relajar los músculos del maxilar inferior, el cuello y las vías respiratorias, lo cual facilita la laringoscopia y la intubación laringotraqueal.
Por supuesto, que los estos fármacos bloqueadores no son anestésicos, pero se emplean junto con sustancias anestésicas. Clínicamente, el bloqueo neuromuscular se usa como un adjunto a la anestesia general para inducir parálisis, para que la cirugía, especialmente abdominal e intratorácica, puede ocurrir con menos complicaciones. Debido a que el bloqueo neuromuscular puede paralizar los músculos encargados de la respiración, la ventilación mecánica debe estar disponible para mantener una respiración adecuada durante la operación.
Los bloqueadores no despolarizantes tienen pocos efectos adversos, a diferencia de la succinilcolina que posee ciertos efectos adversos graves, como hiperpotasemia, bradicardia, o mialgia intensa), incluso hipertermia maligna en personas sensibles.
Los bloqueantes neuromusculares también se utilizan para la aplicación de la pena de muerte mediante inyección letal.

## Reversión
La acción de los fármacos no despolarizantes es revertida por antagonismo cuando no se requiere más parálisis muscular, con un Inhibidor de la acetilcolinesterasa, como la neostigmina, o en el caso del rocuronio, con el empleo de Sugammadex.

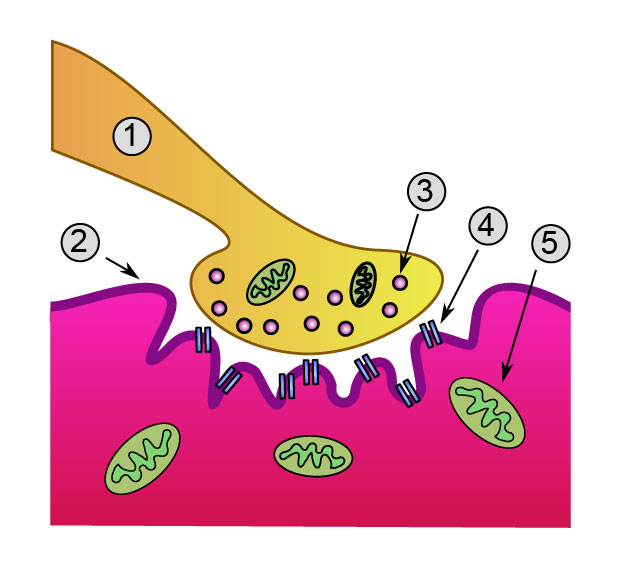
Vista de una unión neuromuscular:
1. Terminal presináptica
2. Sarcolema
3. Vesícula sináptica
4. Receptor nicotínico
5. Mitocondria.

## Toxinas botulínicas
Otra forma de realizar el bloqueo neuromuscular consiste en la aplicación subcutánea de toxinas botulínicas, que impiden la liberación de la vesícula de acetilcolina y por tanto la transmisión neuromuscular. Estas toxinas actúan sobre proteínas denominadas sinaptobrevinas y sintaxinas, que acercan la vesícula a la membrana externa de la célula y favorecen la fusión de éstas para la consiguiente liberación del neurotransmisor a nivel presináptico. Estas toxinas están indicadas para el tratamiento de tortícolis espasmódico, arrugas, estrabismo, espasticidad de miembros y blefaroespamos.